# 마이어 암셀 로트실트
마이어 암셀 로트실트(Mayer Amschel Rothschild, 1744년 2월 23일 ~ 1812년 9월 19일)는 프랑크푸르트 자유시의 아슈케나즈 유대인 은행가이다.